# Турист (телесериал)
«Тури́ст» (англ. The Tourist) — британо-американско-австралийский телесериал (изначально — мини-сериал) в жанре триллера и драмы. В главной роли — Джейми Дорнан. В Великобритании сериал вышел на канале BBC One, в США — на HBO Max, в Германии — на ZDF, в Австралии — на Stan.
В марте 2022 года был продлён на второй сезон, премьера которого состоялась 1 января 2024 года.

## Сюжет
Мужчина с амнезией просыпается в австралийской больнице и пытается выяснить, кто он такой.

## В ролях
- Джейми Дорнан — Мужчина/Эллиот Стэнли/Юджин Кэссиди
- Даниэль Макдональд — констебль Хелен Чеймберс
- Виктория Харалабиду — Лина Паскаль
- Шалом Брюн-Фрэнклин — Люси Миллер/Виктория/Эмма Халлиуэлл
- Грег Ларсен — Итан Крам
- Оулавюр Дарри Оулафссон — Билли Никсон (сезон 1)
- Алекс Димитриадес — Коста Панигирис (сезон 1)
- Женевьева Лемон — Сью (сезон 1)
- Дэнни Эдкок — Ральф (сезон 1)
- Деймон Херриман — Детектив-инспектор Локлан Роджерс (сезон 1)
- Алекс Андреас — Димитри Панигирис (сезон 1)
- Мария Мерседес — Фредди Ланаган (сезон 1)
- Майкл Ибботсон — полицейский Питер (сезон 1)
- Камиль Эллис — сержант Родни Лэммон (сезон 1)
- The Umbilical Brothers (Дэвид Коллинз и Шэйн Дандас)  — пилоты вертолёта Ардо и Джесси (сезон 1)
- Конор Макнилл — детектив Рори Слейтер (сезон 2)
- Олуэн Фуэре — Нив Кэссиди (сезон 2)
- Фрэнсис Мэджи — Фрэнк Макдоннелл (сезон 2)
- Реджайнал-Роланд Кудиву — Мсье Тиоте (сезон 2)
- Дирмед Мерта — Донал Макдоннелл (сезон 2)
- Несса Мэттью — Орла Макдоннелл (сезон 2)
- Марк МакКенна — Фергал Макдоннелл (сезон 2)

## Эпизоды

### Обзор сезонов
| Сезон | Серии | Серии | Даты показа   | Даты показа     | Зрители в Великобритании (млн) |
| Сезон | Серии | Серии | Первая серия  | Последняя серия | Зрители в Великобритании (млн) |
| ----- | ----- | ----- | ------------- | --------------- | ------------------------------ |
| 1     | 6     | 6     | 1 января 2022 | 30 января 2022  | 8,46                           |
| 2     | 6     | 6     | 1 января 2024 | 28 января 2024  | 3,69                           |

### Сезон 1 (2022)
| № общий | № в сезоне | Название               | Режиссёр   | Автор сценария               | Дата премьеры  | Зрители в UK (млн) |
| --- | ---------- | ---------------------- | ---------- | ---------------------------- | -------------- | ------------------ |
| 1 | 1          | «Эпизод 1» «Episode 1» | Крис Суини | Гарри Уильямс и Джек Уильямс | 1 января 2022  | 8,74               |
| Мужчина едет по австралийской глуши. В его автомобиль врезается грузовик. Мужчина приходит в себя в больнице, но не помнит, кто он такой, почему он в Австралии и что с ним случилось. |            |                        |            |                              |                |                    |
| 2 | 2          | «Эпизод 2» «Episode 2» | Крис Суини | Гарри Уильямс и Джек Уильямс | 2 января 2022  | 8,12               |
| 3 | 3          | «Эпизод 3» «Episode 3» | Крис Суини | Гарри Уильямс и Джек Уильямс | 9 января 2022  | 8,60               |
| 4 | 4          | «Эпизод 4» «Episode 4» | Крис Суини | Гарри Уильямс и Джек Уильямс | 16 января 2022 | 8,72               |
| 5 | 5          | «Эпизод 5» «Episode 5» | Крис Суини | Гарри Уильямс и Джек Уильямс | 23 января 2022 | 9,07               |
| 6 | 6          | «Эпизод 6» «Episode 6» | Крис Суини | Гарри Уильямс и Джек Уильямс | 30 января 2022 | 9,12               |

### Cезон (2024)
| № общий | № в сезоне | Название               | Режиссёр        | Автор сценария               | Дата премьеры | Показ на BBC One | Зрители в UK (млн) |
| ------- | ---------- | ---------------------- | --------------- | ---------------------------- | ------------- | ---------------- | ------------------ |
| 7       | 1          | «Эпизод 1» «Episode 1» | Фергус О’Брайэн | Гарри Уильямс и Джек Уильямс | 1 января 2022 | 1 января 2024    | 4,22               |
| 8       | 2          | «Эпизод 2» «Episode 2» | Фергус О’Брайэн | Гарри Уильямс и Джек Уильямс | 1 января 2022 | 2 января 2024    | 3,59               |
| 9       | 3          | «Эпизод 3» «Episode 3» | Лиза Мулкахи    | Гарри Уильямс и Джек Уильямс | 1 января 2022 | 9 января 2024    | 3,33               |
| 10      | 4          | «Эпизод 4» «Episode 4» | Лиза Мулкахи    | Гарри Уильямс и Джек Уильямс | 1 января 2022 | 16 января 2024   | TBD                |
| 11      | 5          | «Эпизод 5» «Episode 5» | Кейт Долан      | Гарри Уильямс и Джек Уильямс | 1 января 2022 | 23 января 2024   | TBD                |
| 12      | 6          | «Эпизод 6» «Episode 6» | Кейт Долан      | Гарри Уильямс и Джек Уильямс | 1 января 2022 | 30 января 2024   | TBD                |

## Производство
В феврале 2020 года было объявлено, что каналы BBC One Stan займутся разработкой мини-сериала в жанре детектива и триллера по сценарию Гарри и Джека Уильямса, а режиссёром станет Крис Суини. Позднее к производству присоединился сервис HBO Max.
В январе 2021 года стало известно, что в мини-сериале снимутся Джейми Дорнан, Даниэль Макдональд, Шалом Брун-Франклин, Оулавюр Дарри Оулафссон, Алекс Димитриадес и Хьюго Уивинг. Перед самым началом съёмок Уивинг отказался от участия в связи с плотным графиком, его заменил Деймон Херриман.

## Отзывы критиков
На сайте-агрегаторе Rotten Tomatoes первый сезон мини-сериала имеет рейтинг 96 % на основании 26 рецензий критиков со средним баллом 7,5 из 10.